# 上海电视节
上海电视节（英語：Shanghai TV Feastival，简称STVF），创办于1986年，由中華人民共和國国家广播电视总局、中央广播电视总台、上海市人民政府主办，上海国际影视节中心承办。如今的上海电视节已经成为亚洲重要的国际电视交流平台之一，具有评奖、市场、论坛等多项功能。活动内容包括节目评奖、节目市场、设备展览三项，起初是两年一届举办，2004年后改为一年一届。

## 历史沿革
1986年12月10日至16日，上海市广播电视局在上海市人民政府外事办公室等单位的协助下，举办了“上海国际友好城市电视节”，采用国际电视节的形式进行国际交流和合作，来自16个国家的23家电视台、制片公司以及国内各电视台的代表近400人参与，开创了中国举办国际电视节的先河。时任广播电影电视部部长艾知生曾高度评价“上海国际友好城市电视节的举办，是一个良好的开端，是中国电视史上的一个创举。”第二届上海电视节从1988年初开始筹备，上海市广播电视局决定将参加国家扩大到世界范围，活动内容按国际电视节惯例进行，两年举办一届，定名为“上海电视节”，并确定由上海美术学院学生袁保诚设计的会标。首届电视节副主题歌《歌声与微笑》因广受欢迎，成为以后历届上海电视节的主题歌。
从1988年第二届开始，上海电视节成为真正意义上的国际性电视节，开展了以上海市市花白玉兰命名的“白玉兰奖”国际电视节目评选活动，也是中国国内最早设立的国际性评奖活动，世界25个国家和地区的130部节目参加“最佳故事片”、“最佳纪录片”、“最佳男主角”、“最佳女主角”4个奖项的角逐。电视节同时举行国际性电视节目交易市场，国际广播电视节目交易市场和国际广播电视设备展览会。
1998年第7届，上海电视节“白玉兰奖”进行重大改革，成立组委会选片委员会，以取代以前的选片小组和初评委员会，并新增更多的纪录片类奖项，使电视剧、纪录片在奖项数上持平。
2002年开始，上海电视节由原来的每逢双年10月举办，改为每年6月与上海国际电影节同时举办。2004年第11届后改为一年一届。
2007年第13届，“白玉兰奖”再次进行重大改革，与上海国际电影节错开举办，增设动画片奖项，电视剧与电视电影的评选分开，电视剧类奖项评选范围改为亚洲制作的电视剧，形成电视剧、电视电影、纪录片、动画片四个评奖类别。2008年第14届起，电视剧类奖项评选范围改为中国电视剧。2012年第21届起，取消电视电影/迷你剧类别，增设中国国内综艺节目评选。
2018年第24届，随着国家机构的改革调整，上海电视节的主办单位为：国家广播电视总局、中央广播电视总台和上海市人民政府。
2020年，因应2019冠状病毒病疫情，上海电视节组委会宣佈第26届延期舉辦，后定于8月3日至8月7日举办。第26届上海电视节举办形式调整为线上线下并举，活动设置了鼓励产业发展信心、推动影视业复工复产的内容环节，同时取消“白玉兰绽放”颁奖典礼的红毯环节。
因2022年3月上海市2019冠状病毒病聚集性疫情影响，2022年6月10日，上海电视节组委会发布公告，宣布第28届上海电视节顺延至2023年举办，最终定于2023年6月23日举行。

## 设置单元
上海电视节主体活动：
| 项目                                   | 简介 |
| 白玉兰奖国际电视节目评选               | “白玉兰”奖由电视电影、电视连续剧、纪录片、动画片四个评选单元组成，每年汇聚全球数百家电视机构的最新电视作品。关注国内外一流电视作品，追踪电视产业的热点，反映产业发展趋势，凸现对电视节目创作和市场的导向作用。                                                           |
| 国际影视节目交易市场                   | 国际影视节目交易市场坚持以务实、专业、规范的特色，与国内其他电视节形成错位发展，是亚洲最成熟的影视节目交易平台之一。动画项目创投发挥投融资功能，旨在打造完整的动画产业链，着力推动国际合作。与“真实导演创投会暨大师班”一起，成为扶持中国电视新锐力量的两大优质专业平台。 |
| 国际新媒体与广播影视设备市场           | 本市场汇集中外电视技术专业领域最顶尖的参展商，强化设备、现代技术与节目制作的互动关系，更好体现内容与设备的互动与融合。 |
| 白玉兰国际电视论坛                     | “白玉兰”国际电视论坛秉承“全球话题、行业经验”的原则，强调前瞻性与专业性，关注电视行业的前沿动态，追踪探讨产业话题。 |
| 上海大学生电视节 (截止2010年已举办3届) | 大学生电视节包括电视节目展映评选和DV作品大赛。旨在通过大学生对当下多种电视节目的解读，向社会传达未来电视人和观众对电视的关注，为电视产业和上海电视节挖掘未来新星，增强创新活力。                                                                                         |

此外上海电视节每年还推出一些系列特别活动。
- 2000年举办的嘉禾世纪之星比赛。
- 2009年举办的“电视连续剧观众票选活动”，旨在提高电视节的观众参与度和社会影响力。

## 白玉兰奖獎項設置
「白玉兰奖」全称「上海电视节白玉兰奖」国际电视节目评选，以上海市的市花“白玉兰”命名，其涵义是纯洁、公正和艺术至上。是中国第一个国际性电视节目评奖，也是上海电视节最具代表性的活动之一。

### 电视剧类
- 最佳电视剧
- 最佳导演
- 最佳原創編劇
- 最佳改編編劇
- 最佳男主角
- 最佳女主角
- 最佳男配角
- 最佳女配角
- 最佳摄影
- 最佳美术

### 动画片类
- 最佳动画片
- 最佳动画剧本

### 纪录片类
- 最佳纪录片
- 最佳系列紀錄片

### 综艺片类
- 最佳电视综艺节目

## 历届评委会主席
| 届数 | 电视连续剧（含电视电影/迷你剧） | 纪录片            | 动画片              |
| ---- | ------------------------------- | ----------------- | ------------------- |
| 10   | 郑晓龙                          | 褚嘉骅            | -                   |
| 11   | 赵宝刚                          | 杨澜              | -                   |
| 12   | 胡玫                            | 魏斌              | -                   |
| 13   | 斯琴高娃                        | 钟大年            | 马克宣              |
| 14   | 张纪中                          | 应启明            | 张天晓              |
| 15   | 郑晓龙                          | 米歇尔·诺尔       | 山崎立士            |
| 16   | 高满堂                          | 拉尔夫·汤姆斯     | 丸山正雄            |
| 17   | 蒋雯丽                          | 时间              | 弗雷德里克·戴伯斯基 |
| 18   | 李少红                          | 克拉斯·丹尼尔森   | 妮可·基伯           |
| 19   | 张黎                            | 伊夫·让诺         | 廖祥忠              |
| 20   | 郭宝昌                          | 克里斯·麦克唐纳德 | 尼尔森·申           |
| 21   | 阎建钢                          | 理查德·布拉德利   | 蒂姆·布鲁克·亨特    |
| 22   | 张国立                          | 露易丝·弗森       | 博齐达尔·塞切维奇   |
| 23   | 毛卫宁                          | 西蒙·基尔默里     | 琼·洛夫茨           |
| 24   | 刘和平                          | 尼克·弗雷泽       | 凯·本博             |
| 25   | 高希希                          | 马克·爱德华       | 霍文东              |
| 26   | 郑晓龙                          | 艾伦·温德姆斯     | 海伦·布朗斯顿       |
| 27   | 刘进                            | 今村研一          | 李进才              |
| 28   | 胡智锋                          | 邓宝丝            | 大卫·斯蒂芬         |
| 29   | 閻建鋼                          | 魏克然            | 佛雷德里克·皮埃什   |
| 30   | 陈宝国                          | 魏克然            | 丽塔·斯特里特       |

## 历届主要奖项
注：括号内的数字，表示该得奖者在同一奖项的累积次数（两次以上标注）。
| 届数 | 最佳中国电视剧         | 最佳导演                                  | 最佳男主角                        | 最佳女主角                       | 最佳男配角                       | 最佳女配角           |
| ---- | ---------------------- | ----------------------------------------- | --------------------------------- | -------------------------------- | -------------------------------- | -------------------- |
| 1    |                        |                                           |                                   |                                  |                                  |                      |
| 2    |                        |                                           | 克里斯托弗·沃肯《战区目击者》     | 安盖丽娜·斯婕潘诺娃《请记住我》  |                                  |                      |
| 3    |                        |                                           | 詹姆斯·伍兹《我的名字叫比尔》     | 王频《结婚一年间》               |                                  |                      |
| 4    |                        |                                           | 间宽平《新王将》                  | 艾丝特·娜琪卡洛希《安娜·爱德丝》 |                                  |                      |
| 5    |                        | 通口昌弘 《雪》                           | 孙敏《赤日炎炎》                  | 英格丽·蒂姆科瓦《仁慈的天使》    |                                  |                      |
| 6    |                        | 吴天戈《像春天一样》                      | 王志文《像春天一样》              | 卡特琳·雅各布《跳支曼波舞吧》    | 埃里克·拉塞尔《急诊室》          | 郑爱兰《时间的灰烬》 |
| 7    |                        | 马蒂·盖斯乔纳克《通往黑暗的旅行》         | 克里斯朵夫·埃勃斯洛《失落的孩子》 | 萨日娜《午夜有轨电车》           |                                  |                      |
| 8    |                        | 丹尼尔·艾尔弗莱德森《死亡的呼唤》         | 里诺·班费《飞吧，嗅嗅》           | 陈瑾《相依年年》                 |                                  |                      |
| 9    |                        | 艾林斯·瓦什《罪人》                       | 伊藤淳史《尚未成年》              | 安妮·玛莉·多夫《罪人》           |                                  |                      |
| 10   |                        | 克里斯蒂安·培佐德《车祸》                 | 林明远《我俩没有明天》            | 安娜特瓦克斯曼《往返之旅》       |                                  |                      |
| 11   |                        | 列昂·蓬普奇《无辜者的反抗——被隐藏的孩子》 | 理查德·布瑞尔斯《爸爸》           | 张少华《秘密》                   |                                  |                      |
| 12   |                        | 亨利克·波洛尔 《斯皮尔与希特勒》          | 雷·温斯顿《理发师陶德》           | 艾玛·朗《困境》                  |                                  |                      |
| 13   |                        | 鄢颇《新结婚时代》                        | 孙红雷《半路夫妻》                | 刘若英《新结婚时代》             |                                  |                      |
| 14   | 《士兵突击》           | 郑晓龙《金婚》                            | 张国立《金婚》                    | 蒋雯丽《金婚》                   |                                  |                      |
| 15   | 《潜伏》               | 滕华弢《王贵与安娜》                      | 孙红雷（2）《潜伏》               | 宋丹丹《马文的战争》             |                                  |                      |
| 16   | 《人间正道是沧桑》     | 张黎、刘淼淼《人间正道是沧桑》            | 黄志忠《人间正道是沧桑》          | 柏寒《媳妇的美好时代》           |                                  |                      |
| 17   | 《黎明之前》           | 杨文军《老马家的幸福往事》                | 张嘉益《借枪》                    | 陈数《铁梨花》                   |                                  |                      |
| 18   | 《悬崖》               | 郑晓龙（2）《甄嬛传》                     | 黄海波《永不磨灭的番号》          | 宋佳《悬崖》                     |                                  |                      |
| 19   | 《赵氏孤儿案》         | 孔笙、李雪《温州一家人》                  | 张嘉益（2）《浮沉》               | 宋丹丹（2）《金太狼的幸福生活》  |                                  |                      |
| 20   | 《假如生活欺骗了你》   | 刘江《咱们结婚吧》                        | 王志文（2）《大丈夫》             | 孙俪《辣妈正传》                 |                                  |                      |
| 21   | 《北平无战事》         | 毛卫宁《平凡的世界》                      | 陈宝国《老农民》                  | 周迅《红高粱》                   | 冯远征《老农民》                 | 秦海璐《红高粱》     |
| 22   | 《芈月传》             | 孔笙（2）、李雪（2）《琅琊榜》            | 胡歌《琅琊榜》                    | 孙俪（2）《芈月传》              | 赵立新《于无声处》               | 刘涛《芈月传》       |
| 23   | 《好家伙》             | 沈严、刘海波《中国式关系》                | 张译《鸡毛飞上天》                | 殷桃《鸡毛飞上天》               | 吴刚、张志坚《人民的名义》       | 关晓彤《好先生》     |
| 24   | 《白鹿原》             | 劉進《白鹿原》                            | 何冰《情滿四合院》                | 馬伊琍《我的前半生》             | 于和偉《大軍師司馬懿之軍師聯盟》 | 許娣《我的前半生》   |
| 25   | 《大江大河》           | 孔笙（3）、黄伟《大江大河》               | 倪大红《都挺好》                  | 蒋雯丽（2）《正阳门下小女人》    | 郭京飞《都挺好》                 | 童瑶《大江大河》     |
| 26   | 《破冰行动》           | 汪俊《小欢喜》                            | 陈宝国（2）《老酒馆》             | 闫妮《少年派》                   | 田雨《庆余年》                   | 陶虹《小欢喜》       |
| 27   | 《山海情》             | 张永新《觉醒年代》                        | 于和伟《觉醒年代》                | 童瑶《三十而已》                 | 尤勇智《山海情》                 | 黄尧《山海情》       |
| 28   | 《县委大院》《人世间》 | 李路《人世间》                            | 雷佳音《人世间》                  | 吴越《县委大院》                 | 丁勇岱《人世间》                 | 刘丹《开端》         |
| 29   | 《繁花》               | 辛爽《漫长的季节》                        | 胡歌（2）《繁花》                 | 周迅（2）《不完美受害人》        | 宁理《繁城之下》                 | 姜妍《南来北往》     |
| 30   | 我的阿勒泰             | 费振翔《山花烂漫时》                      | 靳东《西北岁月》                  | 宋佳（2）《山花烂漫时》          | 蒋奇明《边水往事》               | 蒋欣《小巷人家》     |